# Daewoo L4X
O L4X  é um automóvel sedan de grande porte da GM Daewoo.